# Chapter One (álbum de Ella Henderson)
Chapter One é o álbum de estreia da cantora britânica Ella Henderson, lançado a 10 de Outubro de 2014 através da Syco Music. Na sua semana de estreia, o disco conseguiu conquistar a liderança da tabela musical UK Albums Chart do Reino Unido.

## Alinhamento de faixas
| N.º | Título                 | Compositor(es)                                                   | Produtor(es)                           | Duração |  |
| 1.  | "Ghost"                | Ella Henderson, Ryan Tedder, Noel Zancanella                     | Tedder, Zancanella                     | 3:36    |  |
| 2.  | "Empire"               | Henderson, Camille Purcell, Peter Kelleher, Ben Kohn, Tom Barnes | TMS                                    | 3:49    |  |
| 3.  | "Glow"                 | Purcell, Steve Mac                                               | Mac                                    | 3:48    |  |
| 4.  | "Yours"                | Henderson, Josh Record                                           | Record                                 | 2:48    |  |
| 5.  | "Mirror Man"           | Henderson, Al Shux, Laura Pergolizzi                             | Shux                                   | 3:42    |  |
| 6.  | "Hard Work"            | Henderson, Salaam Remi                                           | Remi                                   | 4:32    |  |
| 7.  | "Pieces"               | Henderson,Kelleher, Kohn, Barnes, Johan Carlsson                 | TMS                                    | 3:43    |  |
| 8.  | "The First Time"       | Henderson, Antonio Lamar Dixon, Kenny Edmonds                    | Happy Perez, Babyface, Iain James      | 3:47    |  |
| 9.  | "All Again"            | Henderson, Jamie Scott                                           | Scott, Toby Smith, Mike Needle         | 4:11    |  |
| 10. | "Give Your Heart Away" | Henderson, Carlsson                                              | @Oakwud, Steve Mostyn, Carlsson, James | 3:31    |  |
| 11. | "Rockets"              | Henderson, Claude Kelly, Steve Robson                            | TMS, Robson                            | 3:41    |  |
| 12. | "Lay Down"             | Henderson, Kelleher, Kohn, Barnes                                | TMS                                    | 4:18    |  |
| 13. | "Missed"               | Henderson, Darren Alboni, Christian Gilbart                      | Scott, Toby Smith, Needle              | 3:14    |  |

| Faixas bónus da edição deluxe |                          |                                                                                  |                                                   |         |  |
| N.º                           | Título                   | Compositor(es)                                                                   | Produtor(es)                                      | Duração |  |
| 14.                           | "Billie Holiday"         | Henderson,Richard Stannard, Ash Howes, Bradford Ellis, James Napier, Yusuf Islam | Stannard, Howes, Ellis, Richard Adlam, Hal Ritson | 3:17    |  |
| 15.                           | "Beautifully Unfinished" | Henderson, Robson, Lindy Robbins                                                 | Robson, Komi Hakam                                | 3:40    |  |
| 16.                           | "1996"                   | Henderson, Carlsson                                                              | Dapo Torimiro, Carlsson                           | 2:51    |  |
| 17.                           | "Five Tattoos"           | Henderson, Alboni                                                                | TMS                                               | 3:03    |  |
| 18.                           | "Giants"                 | Henderson, Robson, Claude Kelly                                                  | Robson                                            | 3:37    |  |

## Desempenho nas tabelas musicais

### Posições
| Tabela musical (2014)               | Melhor posição |
| ----------------------------------- | -------------- |
| Alemanha - Offizielle Top 100       | 22             |
| Austrália - ARIA Albums Chart       | 11             |
| Áustria - Ö3 Austria Top 40         | 14             |
| Bélgica - Ultratop 50 (Flandres)    | 27             |
| Bélgica - Ultratop 50 (Valónia)     | 88             |
| Dinamarca - Hitlisten               | 17             |
| Escócia - Scottish Albums Chart     | 1              |
| Espanha - PROMUSICAE                | 53             |
| Finlândia - Suomen virallinen lista | 37             |
| Irlanda - Top 100 Artist Album      | 4              |
| Noruega - VG-lista                  | 20             |
| Nova Zelândia - NZ Top 40 Albums    | 9              |
| Países Baixos - Mega Album Top 100  | 44             |
| Reino Unido - UK Albums Chart       | 1              |
| Suécia - Sverigetopplistan          | 34             |
| Suíça - Schweizer Hitparade         | 9              |

### Certificações
| País        | Provedor | Certificação |
| ----------- | -------- | ------------ |
| Reino Unido | BPI      | Ouro         |